# Mastro especial da Praça dos Três Poderes
O Mastro especial da Praça dos Três Poderes, também conhecido pelos nomes de Pavilhão Nacional do Brasil, Mastro Nacional do Brasil e/ou Mastro Nacional de Brasília, é um monumento em forma de obelisco metálico localizado na Praça dos Três Poderes, em Brasília. Foi inaugurado oficialmente em 19 de novembro de 1972. 
O monumento foi criado devido a uma lei de 1971, que estabeleceu que a bandeira nacional deveria estar na Praça dos Três Poderes em um "mastro especial". Para cria-lo, foi chamado o arquiteto Sérgio Bernardes, que projeta o monumento de cem metros de altura, que foi um desafio de forma, de engenharia e simbologia e gerou polêmicas na época. 
Sua estrutura é em aço corten, com uma parte inferior de 84 metros formada por 24 barras representando os estados e territórios brasileiros na época de sua construção, e a parte superior de 14 metros sustentando a bandeira, uma das maiores hasteadas do mundo e a maior bandeira do Brasil hasteada existente. A troca mensal da bandeira é feita numa cerimônia solene que é uma atração turística da cidade.

## Antecedentes

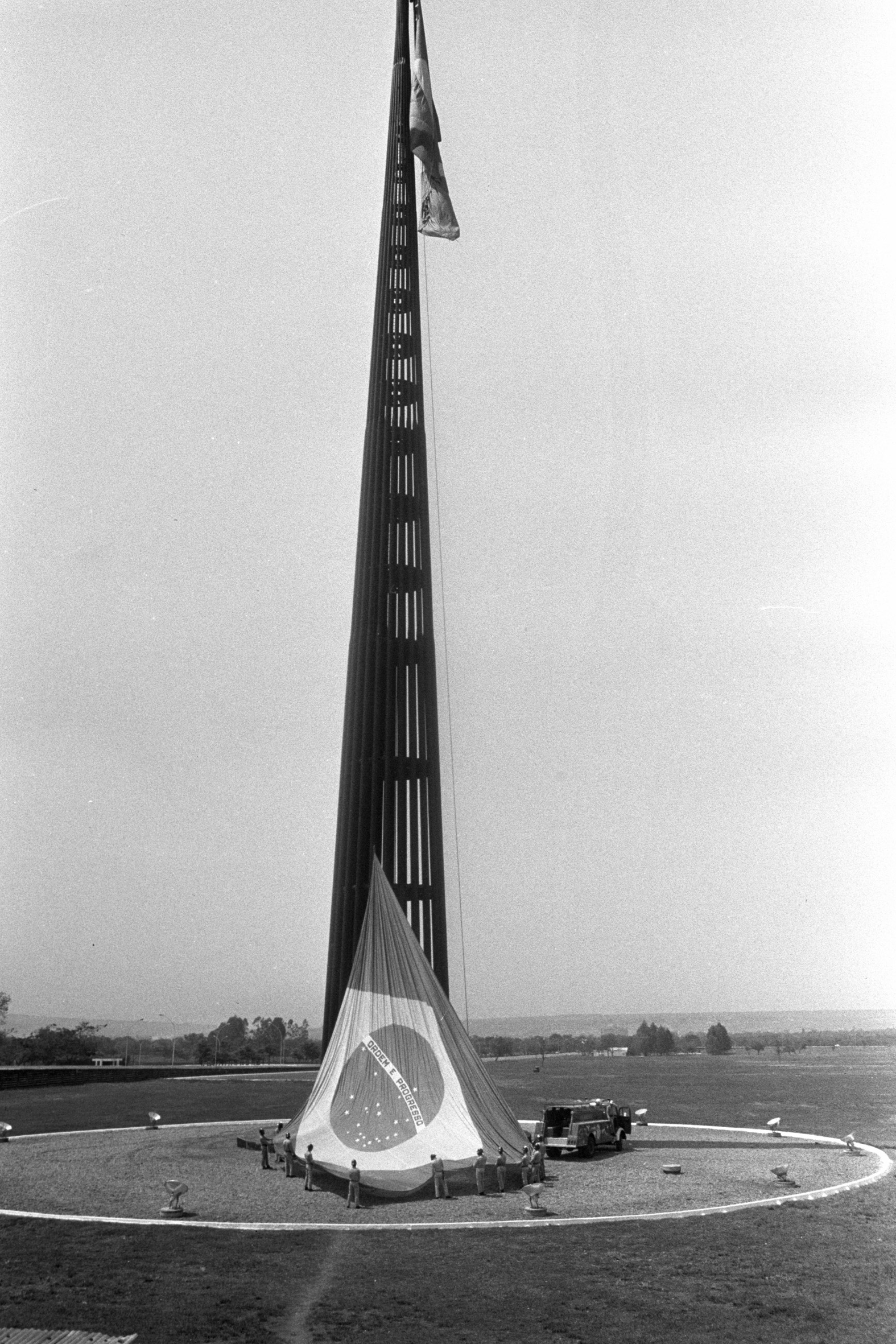
Bandeira sendo alçada entre as décadas de 1980 e 1990.

Na década de 1970, o Brasil era governado por militares. O Regime Militar, que perdurou entre 1964 e 1985, passava no início da década pelo Milagre Econômico, considerado o melhor período da Ditadura na economia com um grande crescimento econômico, mas também o pior na repressão, ficando conhecido como Anos de Chumbo. Esse período é marcado por um ufanismo patriótico nas propagandas, com o regime estabelecendo nos símbolos nacionais o apoio ao próprio governo militar. Não por acaso, em 1971 foi criada a Lei Número 5700, chamada Lei dos Símbolos Nacionais. Essa lei, que, com poucas mudanças e atualizações, é a mesma até hoje, estabeleceu os quatro símbolos nacionais, entre elas, a Bandeira do Brasil. Na segunda seção da lei, sobre a apresentação dos símbolos, o artigo 12 estabelece uma apresentação especial do pavilhão nacional: em um mastro na Praça dos Três Poderes.
| “                                                         | A Bandeira Nacional estará permanentemente no topo de um mastro especial plantado na Praça dos Três Poderes de Brasília, no Distrito Federal, como símbolo perene da Pátria e sob a guarda do povo brasileiro. § 1º A substituição dessa Bandeira será feita com solenidades especiais no 1º domingo de cada mês, devendo o novo exemplar atingir o topo do mastro antes que o exemplar substituído comece a ser arriado. § 2º Na base do mastro especial estarão inscritos exclusivamente os seguintes dizeres: Sob a guarda do povo brasileiro, nesta Praça dos Três Poderes, a Bandeira sempre no alto - visão permanente da Pátria. | ” |
| — Artigo 12 da Lei dos Símbolos Nacionais (nº 5.700/1971) | |   |

A lei havia sido feita, mas não havia o "mastro especial", que era citado, mas não detalhado no texto. Ele precisava ser construído. Para isso, o presidente Emílio Garrastazu Médici, através do então governador do Distrito Federal, Hélio Prates da Silveira, chamou o arquiteto carioca Sérgio Bernardes.

## A problemática das exigências

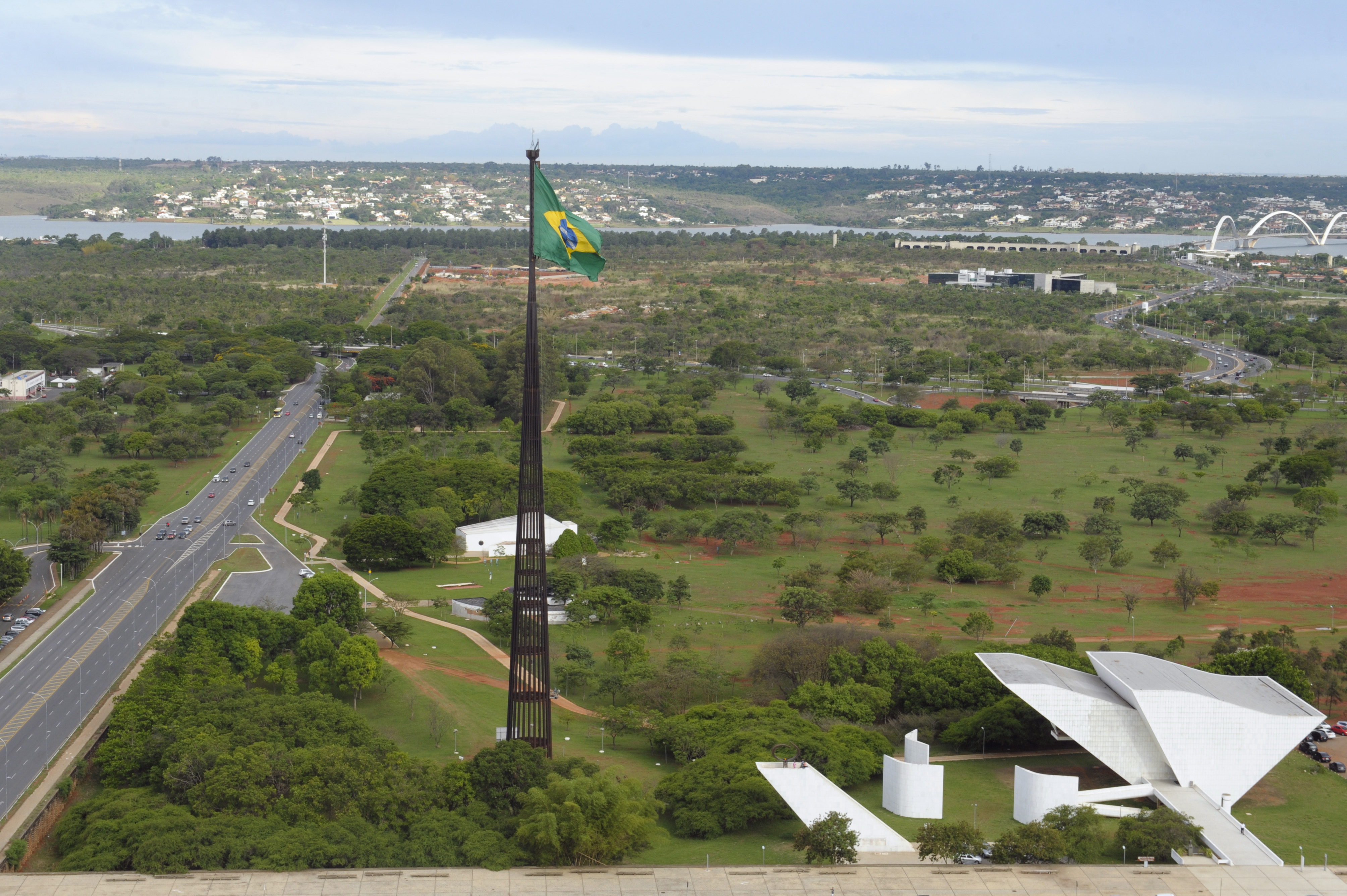
O Mastro Especial fica em frente a Praça dos Três Poderes, já na área do Bosque dos Constituintes, ao lado do Panteão da Pátria e da Liberdade.

Sérgio aceitou a encomenda do Mastro Especial, mesmo sabendo que ela geraria polêmica, não apenas por ser um trabalho para o Regime Militar, mas também por ser uma adição a Praça dos Três Poderes - a praça foi idealizada para ser praticamente vazia de elementos simbólicos para priorizar os três palácios - o Palácio do Planalto, o Palácio do Congresso Nacional e o Palácio do Supremo Tribunal Federal, que deveriam ser seu maior destaque enquanto representantes máximos dos três poderes. Entretanto, a polêmica não seria seu maior desafio, já que a própria concepção e execução não seria fácil.
A bandeira deveria estar pairando acima das edificações, ou seja, acima dos prédios mais altos da Praça, que são as duas torres do Anexo I do Congresso Nacional, que tem 92 metros cada uma. Assim, o mastro foi definido em cem metros, o que gerou novos problemas: como colocar uma bandeira em um mastro tão imenso sem que esta parecesse pouco chamativa e continuasse sendo o principal elemento do conjunto?
Para tanto, respeitando as proporções definidas na lei, a bandeira do Mastro Especial foi definida em 14,30 por 20 metros, tendo uma área de 286 metros quadrados. Isso ia de acordo com a lei que definia que o pavilhão deveria ter 1/7 por 1/5 da altura do mastro. Uma bandeira tão imensa gerou outro problema: os esforços físicos. Se o vento soprasse a 100 quilômetros por hora, a bandeira faria um esforço no mastro de 24 toneladas, exigindo uma estrutura forte a ponto de ter reação equivalente para manter o conjunto em equilíbrio estático. O mastro, então, deveria aguentar esse imenso esforço e ser discreto o suficiente para não chamar mais atenção do que a bandeira, e de preferência, causar o mínimo de modificações no conjunto da Praça dos Três Poderes. Uma torre estava descartada, já que, para Bernardes, "um mastro não é uma torre com bandeira". O desafio estrutural estava lançado, e precisava ser resolvido e executado rapidamente.

## Composição

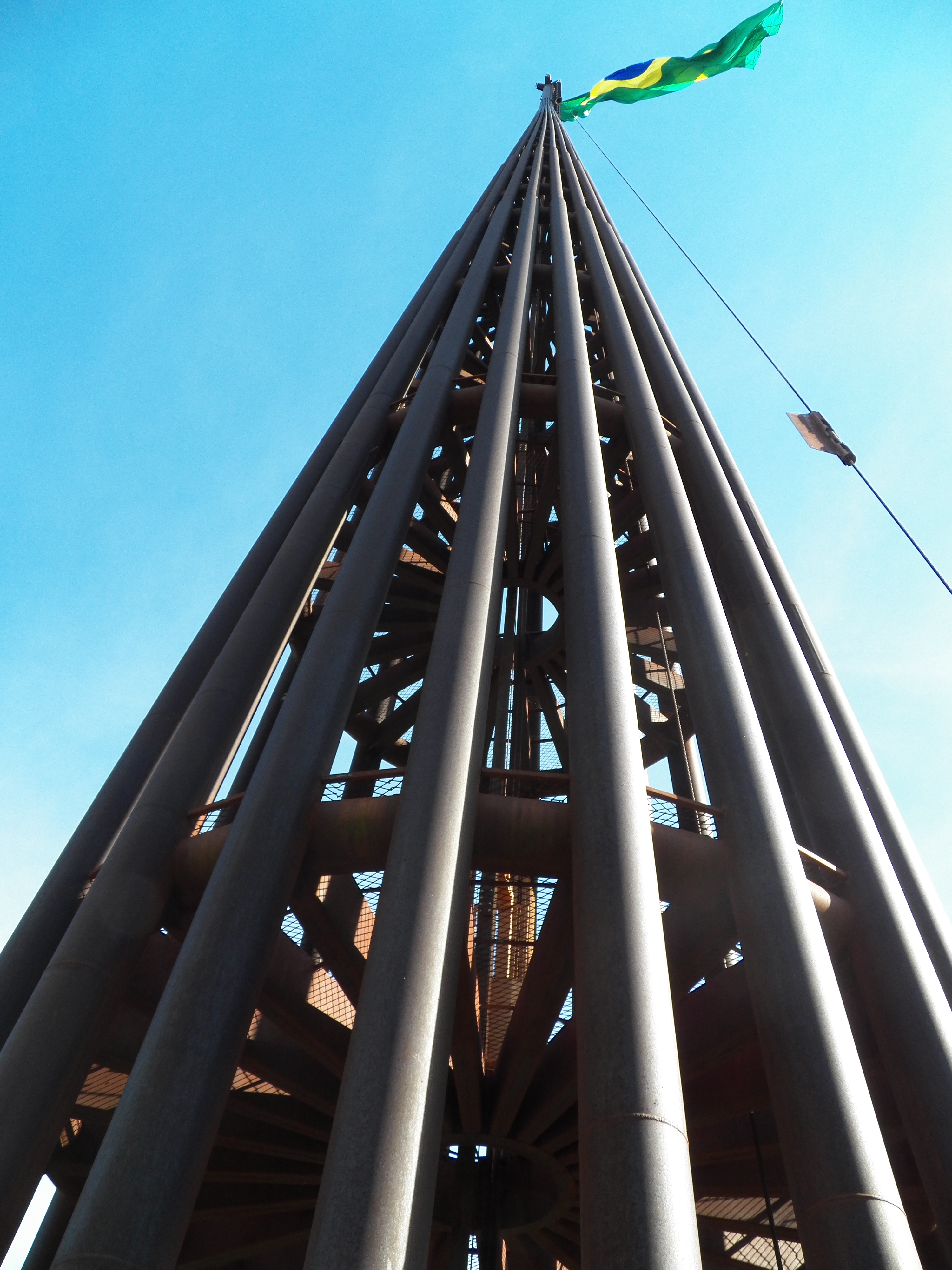
O mastro é formado por 24 barras, unidas por 15 diafragmas.

O professor Paulo Fragoso foi o responsável pelos desafiadores cálculos estruturais. Tecnicamente, o mastro é estruturalmente comparável a uma viga em balanço (com apenas uma extremidade fixa), só que em pé, e com uma força de pressão de 24 toneladas na ponta solta: a bandeira. Para a composição formal, Sérgio Bernardes pensou em um círculo, segundo ele, "o símbolo do diálogo", com 24 mastros de aço corten em formato de barras circulares de 86 metros de altura representando, à época, os 22 estados brasileiros, o Distrito Federal e os territórios, como um símbolo de unidade nacional.
Esses mastros teriam 40 centímetros na base, diminuindo gradativamente até chegar a 10 cm com 86 metros de altura. Quinze diafragmas, de diferentes tamanhos, conectam as barras até seu topo. Bernardes pensou em quatro transições de seção, que teriam sua própria simbologia: a transição de 40 para 30 centímetros seria o entrelaçamento do povo, e as três transições seguintes, de 30 para 20, de 20 para 15, e de 15 para 10 centímetros, o entrelaçamento de cada um dos três poderes. Essas mudanças de tamanho levariam a um formato levemente cônico, estando inclinados a 2°18’36”, e simbolicamente levariam ao símbolo único da federação, chegando assim ao mastro final, também uma barra circular de aço corten, acima dos 24 mastros, que é o que leva a bandeira. Este, por sua vez, teria 80 centímetros de diâmetro e 14 metros de altura, levando o conjunto aos cem metros pretendidos. A estrutura foi pré-fabricada e depois levada para o local da montagem.
O fato de serem 24 mastros deixou a parte inferior com aberturas e uma aparência semitransparente que dá a ilusão de leveza a distância, impressão que deixa ao se aproximar - do ponto de vista estrutural, a estrutura definitivamente não era leve, com o esqueleto de aço bastante robusto, os pesados diafragmas soldados aos mastros e seu mastro principal reforçado para receber o pavilhão. A forma cilíndrica e a posição dos mastros também tem explicações estruturais, tornando o monumento resistente as mudanças de direção do vento, que eram uma preocupação devido aos esforços gerados pela bandeira. O conjunto, assim, consegue vencer seus esforços solicitantes. 
O ferro avermelhado foi pensado como um continuidade do chão do Cerrado onde o monumento foi instalado, contrastando com a Praça e seus elementos que são distintos do ambiente onde foram construídos. Sérgio Bernardes se inspirava no progresso através da industrialização das construções, e fez com que no mastro coexistisse simbolismo, programa, estrutura, material, forma, montagem e funcionamento. Para o Regime Militar, a obra era mais uma demonstração da capacidade técnica brasileira.

## Inauguração

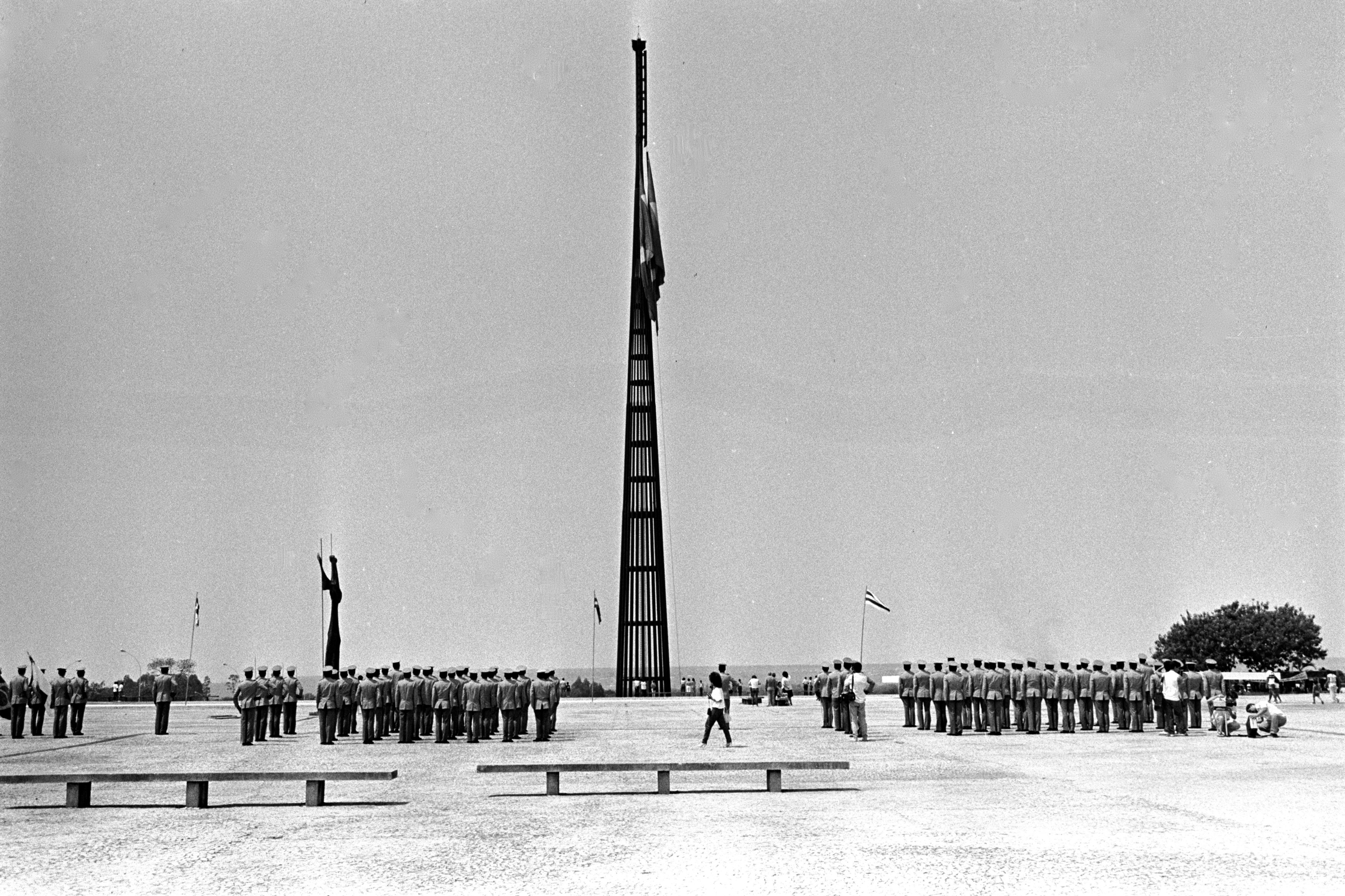
Cerimônia de inauguração do mastro na década de 1970.

Assim que o Mastro Especial começou a subir e surgir no horizonte de Brasília, passou a causar estranheza. A obra começou a ficar visível em meados de julho de 1972, tendo sido terminada já em agosto. Sua previsão de inauguração era no dia 1º de setembro, mas a engrenagem para o hasteamento não ficou pronta e o presidente Médici adiou a cerimônia, que acabou acontecendo apenas no dia 19 de novembro de 1972, dia da bandeira no Brasil.
Críticas surgiram tanto pelo objeto em si, colocado como um corpo invasor em uma praça pensada em detalhes para não ser modificada, quanto pela falta de crítica de Sérgio Bernardes, que aceitou uma obra para a Ditadura que, entre outros atos, havia afastado os idealizadores de Brasília da cidade e agora a alteravam. Apesar de não concordar que a Praça não poderia ser modificada, o professor de teoria da arquitetura Edgar Graeff disse a revista Veja na época que "a infeliz estrutura destruiu os melhores valores do centro cívico de Brasília", dizendo que a bandeira, no alto do mastro, aparecia de "forma mesquinha, desgraciosa e até mesmo um pouco ridícula" em relação ao conjunto da praça, criticando a obra. Quanto as críticas de profissionais de arquitetura, Sérgio declarou que "Brasília não é intocável, nem estática. Brasília não é Ouro Preto" - ironicamente, alguns anos depois, Brasília seria tombada tal qual a cidade histórica mineira. Ele ainda faria outros trabalhos relacionados ao regime, como o Mausoléu Castello Branco no Palácio da Abolição em Fortaleza, e outros na cidade, como o Planetário e o Centro de Convenções.
Já Oscar Niemeyer e Lúcio Costa comentaram pouco sobre o assunto. Oscar, que era amigo de Sérgio Bernardes, achava que a contribuição dele era válida e estava dentro do que Lúcio queria para a cidade - apesar de achar que o Mastro deveria ficar em outro lugar. Já Lúcio pouco se pronunciou, tendo dito em uma entrevista dos anos 1980 que simpatizava com Bernardes, mas não queria falar de seu trabalho. Sérgio Bernardes, por sua vez, disse que ambos não gostaram do Mastro, mas que faria tudo de novo da mesma maneira se tivesse a chance, e, por mais que respeitasse a pessoa de Costa, criticou os conceitos dele para Brasília e para o projeto da Barra da Tijuca e o aspecto "estático" da capital federal. que, por não poder ser modificada, cresce "em anexos".

## Condições atuais
Sérgio Bernardes previa que possíveis modificações políticas pudessem alterar o conceito do Mastro. Ele colocou que cada mastro de um estado que venha a ser subdividido anexaria um nome sob o nome do estado a que pertencia o mastro em 1972, mostrando a história político-administrativa em evolução do país. De fato, desde então, os territórios deram lugar a estados ou foram anexados por eles, e o número de unidades federativas passou de 25 para 27.
Em 2020, a Novacap abriu edital para a reforma da estrutura, que sofre com ferrugem e outros problemas decorrentes da falta de manutenção. Por exemplo, alguns nomes dos estados, que estão gravados nos pilares, perderam as letras.

## A bandeira
A Lei 5.700/71 determina a presença perene de uma bandeira nacional. Segundo o Livro Guinness dos Recordes, esta já foi a maior bandeira hasteada do mundo medindo 286 metros quadrados. Ela pesa cerca de 60 quilos e é substituída todo primeiro domingo de cada mês em cerimônia solene, cuja responsabilidade é alternada pelo Exército, Marinha e Aeronáutica e pelo Governo do Distrito Federal, através da Polícia Militar e do Corpo de Bombeiros. Essa cerimônia conta com desfiles militares, execução do Hino Nacional Brasileiro e do Hino à Bandeira do Brasil e uma salva de 21 tiros. Não é incomum que o evento mensal, conhecido popularmente como Bandeirão, conte com outras atividades, sendo uma atração turística da capital brasileira.